# Erstschuss
Erstschuss oder Rohranwärmer bezeichnet die erste Schussabgabe einer Schusswaffe.
Die erste Schussabgabe einer Waffe erfolgt nach der Fertigung einer Waffe üblicherweise bei einer Prüfung, bei der die ordnungsmäßige Funktion und die Maßhaltigkeit einer Feuerwaffe geprüft wird. Der erste Schuss kann im Rahmen einer Prüfung durch die Beschussämter beim Hersteller oder im Beschussamt erfolgen. Besondere Kenntnis dieser Vorgänge haben zur Einführung spezieller Vorbehandlungen für Waffenrohre wie der Autofrettage geführt. 
Darüber hinaus ist die Bezeichnung Erstschuss eine Übersetzung des angloamerikanischen Begriffes cold bore shot, der als Sammelbezeichnung für physikalische Vorgänge genutzt wird, die sich bei Schüssen aus kalten und warmen Waffenläufen (auch Rohre genannt) ergeben und im Rahmen der Innenballistik untersucht werden. Die kürzere Reichweite wird zum einen durch den höheren Reibungswiderstand eines kalten und somit engeren Rohres als auch durch die Energieverluste der Verbrennungsgase bei der Erwärmung des Rohrs bedingt. Diese Vorgänge führen bekannterweise zu Unterschieden der außenballistischen Ergebnisse der Schusswaffen. 
Zum Präzisionsschießen wird auf dem Hintergrund dieses Wissens das Ergebnis des ersten Schusses einer Schussserie, die mit einem kalten Lauf beginnt, nicht zur Auswertung für das Einschießen auf ein Ziel herangezogen. Bei Scharfschützen, Artilleristen und ähnlichen Berufsgruppen sind die Zusammenhänge zu Abweichungen des ersten Schusses bekannt. Daher wird, wenn die Notwendigkeit wegen besonderer Abweichung einer Schusswaffe bekannt ist und die Möglichkeit dazu gegeben ist, vor dem gezielten Einsatz der Feuerwaffe ein Schuss ohne Wertung abgegeben. Im jagdlichen Bereich ist in der Regel diese Möglichkeit nicht gegeben, was von Jägern die genaue Kenntnis des Verhaltens der jagdlichen Schusswaffe bezüglich des ersten Schusses (nicht mit dem Ölschuss zu verwechseln, dieser ist in aller Regel außerhalb militärischer Konflikte zu vermeiden) voraussetzt, um dem Wild saubere Schüsse anzutragen.

Bei militärisch genutzten Waffen bezeichnet Erstschuss die Einführung einer Waffe bei den entsprechenden militärischen Einheiten, bei der der Erstschuss von diesen Einheiten vorgenommen wird. 